# Waldemar Szadny
Waldemar Romuald Szadny (ur. 8 maja 1961 w Gorzowie Wielkopolskim) – polski polityk, mgr ogrodnictwa, przedsiębiorca, poseł na Sejm V kadencji.

## Życiorys
Ukończył studia na Akademii Rolniczej w Poznaniu. Prowadzi własną działalność gospodarczą w zakresie budowy pól golfowych, a także szkółkę leśną i centrum ogrodnictwa w Gorzowie Wielkopolskim. W latach 1985–1995 przebywał na emigracji w Kanadzie. Od 2002 do 2005 zasiadał w gorzowskiej radzie miasta. W 2004 bez powodzenia kandydował do Parlamentu Europejskiego. Pełnił funkcję posła na Sejm V kadencji z ramienia Platformy Obywatelskiej z okręgu lubuskiego. W 2007 nie został wpisany na listę wyborczą PO, później przystąpił do Stronnictwa Demokratycznego.